# Краньчевичева
«Краньчевичева» (сербохорв. Stadion Kranjčevićeva / Стадион Крањчевићева) — мгогофункциональный стадион в городе Загребе (Хорватия), домашний стадион для футбольных клубов «Загреб» и «Локомотива». Вмещает 8850 зрителей.
Стадион, который тогда именовался «Тратинска цеста», начал строиться в 1910-е годы и был завершён в 1921 году. В то время стадион являлся крупнейшим в Загребе и принадлежал клубу «Конкордия», одному из трёх ведущих загребских футбольных клубов в межвоенный период (двумя другими были «Граджянски» и ХАШК). 14 октября 1923 года на стадионе прошли все матчи первого розыгрыша Кубка югославского футбольного союза. В 1931 году состоялся первый матч на стадионе при прожекторах, в котором сборная Загреба победила мадридский «Реал» со счётом 2:1, 2 гола за хорватов забил Ицо Хитрец.

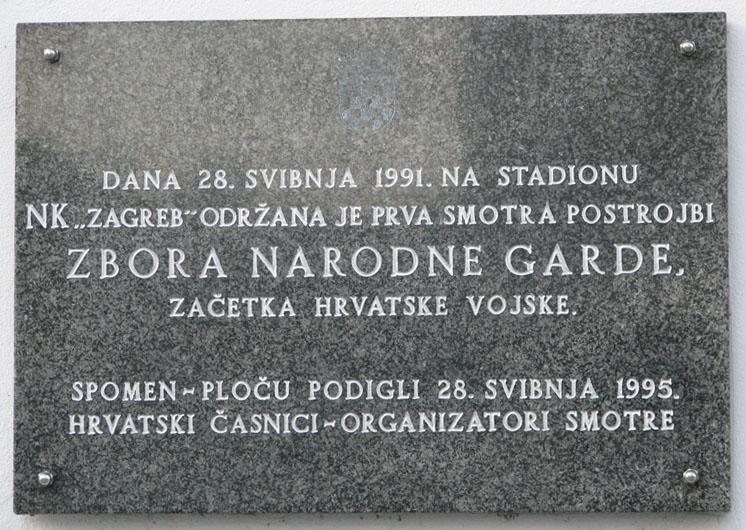
Мемориальная доска, посвящённая параду Национальной гвардии Хорватии в 1991 году.

После Второй мировой войны «Конкордия» был расформирована по политическим причинам и стадион перешёл в пользование новообразованному Физкультурному обществу Загреба (сербохорв. Fiskulturno društvo Zagreb / Фискултурно друштво Загреб), чья футбольная секция впоследствии трансформировалась в современный футбольный клуб «Загреб». В ноябре 1977 года крупный пожар уничтожил западную трибуну и в последующие годы стадион подвергся нескольким реконструкциям и модификациям. Наиболее значительной из них была обширная реконструкция и строительство прилегающих объектов в рамках подготовки к летней Универсиаде 1987. В том же году молния ударила в один из прожекторов во время матча между «Загребом» и «Осиеком», электрическое освещение после этого отсутствовало 20 лет до 2008 года, когда новые прожекторы были установлены городом Загребом.
28 мая 1991 года на стадионе прошла торжественная церемония вручения знамени первой бригаде Национальной гвардии Хорватии и принесения солдатами воинской присяги. Это мероприятие стало первым смотром Национальной гвардии Хорватии, образованной в апреле того года и позднее ставшей основой современных Вооружённых сил Хорватии.

## Матчи сборных на стадионе
| #                                          | Дата                            | Соревнование                    | Соперник                        | Результат                       | Зрители                         | Примечания                      |
| Королевство Югославия (1920—41)            | Королевство Югославия (1920—41) | Королевство Югославия (1920—41) | Королевство Югославия (1920—41) | Королевство Югославия (1920—41) | Королевство Югославия (1920—41) | Королевство Югославия (1920—41) |
| ------------------------------------------ | ------------------------------- | ------------------------------- | ------------------------------- | ------------------------------- | ------------------------------- | ------------------------------- |
| 1                                          | 28.06.1922                      | товарищеский матч               | Чехословакия                    | 4:3                             | 6 000                           | [ 3 ]                           |
| 2                                          | 10.02.1924                      | товарищеский матч               | Австрия                         | 1:4                             | 10 000                          | [ 4 ]                           |
| 3                                          | 28.09.1924                      | товарищеский матч               | Чехословакия                    | 0:2                             | 8 000                           | [ 5 ]                           |
| 4                                          | 28.06.1926                      | товарищеский матч               | Чехословакия                    | 2:6                             | 10 000                          | [ 6 ]                           |
| 5                                          | 03.10.1926                      | товарищеский турнир             | Румыния                         | 2:3                             | 5 000                           | [ 7 ]                           |
| 6                                          | 08.04.1928                      | товарищеский матч               | Турция                          | 2:1                             | 5 000                           | [ 8 ]                           |
| 7                                          | 28.06.1929                      | товарищеский матч               | Чехословакия                    | 3:3                             | 8 000                           | [ 9 ]                           |
| 8                                          | 06.08.1933                      | товарищеский матч               | Чехословакия                    | 2:1                             | 3 000                           | [ 10 ]                          |
| 9                                          | 28.05.1938                      | товарищеский турнир             | Чехословакия                    | 1:3                             | 10 000                          | [ 11 ]                          |
| 10                                         | 15.10.1939                      | товарищеский матч               | Германия                        | 1:5                             | 18 000                          | [ 12 ]                          |
| 11                                         | 03.11.1940                      | товарищеский матч               | Германия                        | 2:0                             | 15 000                          | [ 13 ]                          |
| Независимое государство Хорватия (1941—45) |                                 |                                 |                                 |                                 |                                 |                                 |
| 12                                         | 28.09.1941                      | товарищеский матч               | Словакия                        | 5:2                             | 12 000                          | [ 14 ]                          |
| 13                                         | 18.01.1942                      | товарищеский матч               | Германия                        | 0:2                             | 12 000                          | [ 15 ]                          |
| 14                                         | 12.04.1942                      | товарищеский матч               | Болгария                        | 6:0                             | 15 000                          | [ 16 ]                          |
| 15                                         | 06.09.1942                      | товарищеский матч               | Словакия                        | 6:1                             | 9 000                           | [ 17 ]                          |
| 16                                         | 10.04.1943                      | товарищеский матч               | Словакия                        | 1:0                             | 10 000                          | [ 18 ]                          |
| 17                                         | 09.04.1944                      | товарищеский матч               | Словакия                        | 7:3                             | 8 000                           | [ 19 ]                          |
| СФР Югославия (1946—92)                    |                                 |                                 |                                 |                                 |                                 |                                 |
| 18                                         | 12.10.1947                      | Балканский кубок                | Болгария                        | 2:1                             | 15 000                          | [ 20 ]                          |
| Хорватия (1992—наст. вр.)                  |                                 |                                 |                                 |                                 |                                 |                                 |
| 19                                         | 13.03.1996                      | товарищеский матч               | Республика Корея                | 3:0                             | 3 000                           | [ 21 ]                          |